# Pyrois cinnamomea
Pyrois cinnamomea là một loài bướm đêm trong họ Noctuidae.